# Arbe Garbe
Gli Arbe Garbe ("erba cattiva") sono una formazione musicale friulana. Il gruppo è nato nel 1994, il loro stile mescola musica folk punk e rock.
La formazione è coinvolta in diversi progetti musicali e non: Bande Garbe, Croz Sclizzâz (assieme al poeta Fabian Riz), Trio Bestie, Snait! (laboratorio permanente di arti e mestieri per i bambini di Ferrari, Buenos Aires, Argentina).

## Storia del gruppo
Nascono nel 1994 con l'intento di infrangere la barriera folkloristica che circonda la musica popolare per ricreare un'identità spuria, che assecondi l'evoluzione che da millenni porta al mescolamento delle tradizioni e dei popoli.
Il loro folk ha le radici piantate nei distretti industrializzati della provincia di Udine; contaminato dal punk, che ha cresciuto e fortemente influenzato i componenti del gruppo, e da tutte le sonorità scoperte e nate durante la loro attività concertistica.
Le lingue dei testi sono prevalentemente in lingua friulana e beneciana (minoranza slovena del Friuli orientale) ma anche italiana e spagnola e si rifanno all'immaginario crudo, poetico, acido, e antiautoritario della band.
Il gruppo diventa in pochi anni il fenomeno più seguito della nuova musica friulana, esibendosi in svariate centinaia di concerti in Friuli, in tutta Italia; all'estero, fra Austria, Svizzera, Slovenia, Croazia, Spagna, Svezia e due indimenticabili tournée in Serbia, e altre due in Argentina-Uruguay(una delle quali insieme a Jabberwocky, Kosovni Odpadki, Tre Allegri Ragazzi Morti e Kraski Ovcari) e Australia.
Vincitori nel 1998 del Premi Friûl, festival friulano per le nuove tendenze musicali, con il progetto blues-maudit Croz Sclizzâz assieme al poeta Fabian Riz, nel 2004 il loro album autoprodotto Jubilaeum vince la Targa Deganutti come miglior disco friulano dell'anno, nel 2006 sono tra gli 11 finalisti del Liet International la kermesse europea più importante di gruppi rappresentanti delle lingue minoritarie, sempre nel 2006 con il video Puar Beppin vincono la Mostre dal Cine Furlan e Anteprima Zone di Cinema all'interno del Trieste Film Festival.
Hanno al loro attivo diverse programmazioni alle trasmissioni radiofoniche Caterpillar e Fuori giri di Radio Due, alcune apparizioni televisive Rai 2 Follie rotolanti e Nu Roads Rai 3 La Storia siamo noi nonché svariati passaggi televisivi e radiofonici su radio ed emittenti locali.

## Formazione[1]
- Federico Galvani:  fisarmonica, voce principale
- Flavio Zanuttini "Il Bello": tromba, voce
- Roberto Fabrizio: chitarra, voce
- Marco "Padiâr" Bianchini: batteria
- Giacomo Zanuttini: tuba

### Ex componenti
- Stefano "Gion" Fattori: voce, mandolino, tuba
- Oscar Schwander: basso elettrico
- Toni di Vile in Vega: violino, clarinetto
- Leo Virgili: chitarra, voce, trombone, tin whistle
- Lorenzo Mocchiutti: basso elettrico
- Stefano Benvenuto: tromba
- Davide Bregolato: batteria
- Matteo Gremese: bidoni, ferraglia
- Alberto Novello: basso elettrico
- Baron Marcus Von Kappel: trombone
- Michele Bregant: clarinetto
- Adriano Coco: violino
- Flavio Urbanizza: basso elettrico
- Marco Bruni: basso elettrico

## Discografia

### Album[2]
- Demo, "Tra il dî e il fâ"(1995)
- Jacume!, "UPR FolkRock/Tra il dî e il fâ"(2002)
- Jubilaeum, "Musiche Furlane Fuarte/Tra il dî e il fâ" (2004)
- Live in Festintenda, "Musiche Furlane Fuarte" (2006)
- Bek, "Musiche Furlane Fuarte" (2008)
- The great prova, "CPSR" (2010)
- ¡Arbeit Garbeit!, "CPSR" (2011)
- Complete Communion, "Hybrida" (2013)